# Bysjön (Vånga socken, Östergötland)
Bysjön är en sjö i Norrköpings kommun i Östergötland och ingår i Motala ströms huvudavrinningsområde.